# Philips Videopac G7200
Philips Videopac G7200 var en spelkonsol från Philips som kom ut på marknaden 1978. Konsolen var en uppföljare till Magnavox Odyssey. 
Philips hade köpt upp företaget Magnavox som hade haft en försäljningsframgång med sin första spelmaskin Odyssey. Philips Videopac G7200 som hade inbyggd 9" svartvit monitor kom endast ut i Europa. De flesta av spelen till den fungerade också på Philips Videopac G7000.

## Specifikationer
CPU: Intel P8048H 8-bitsprocessor på 1,79  MHz med 64 bytes RAM och 1024  bytes BIOS-ROM. Videoprocessor Intel 8245. Inenheter: Två åttavägs joystickar, digitala med en knapp på varje joystick. QWERTY-baserat tangentbord. Media: 2/4/8 kibibyte ROM-cartridgebaserad kassettenhet för att ansluta spel.